# داشی

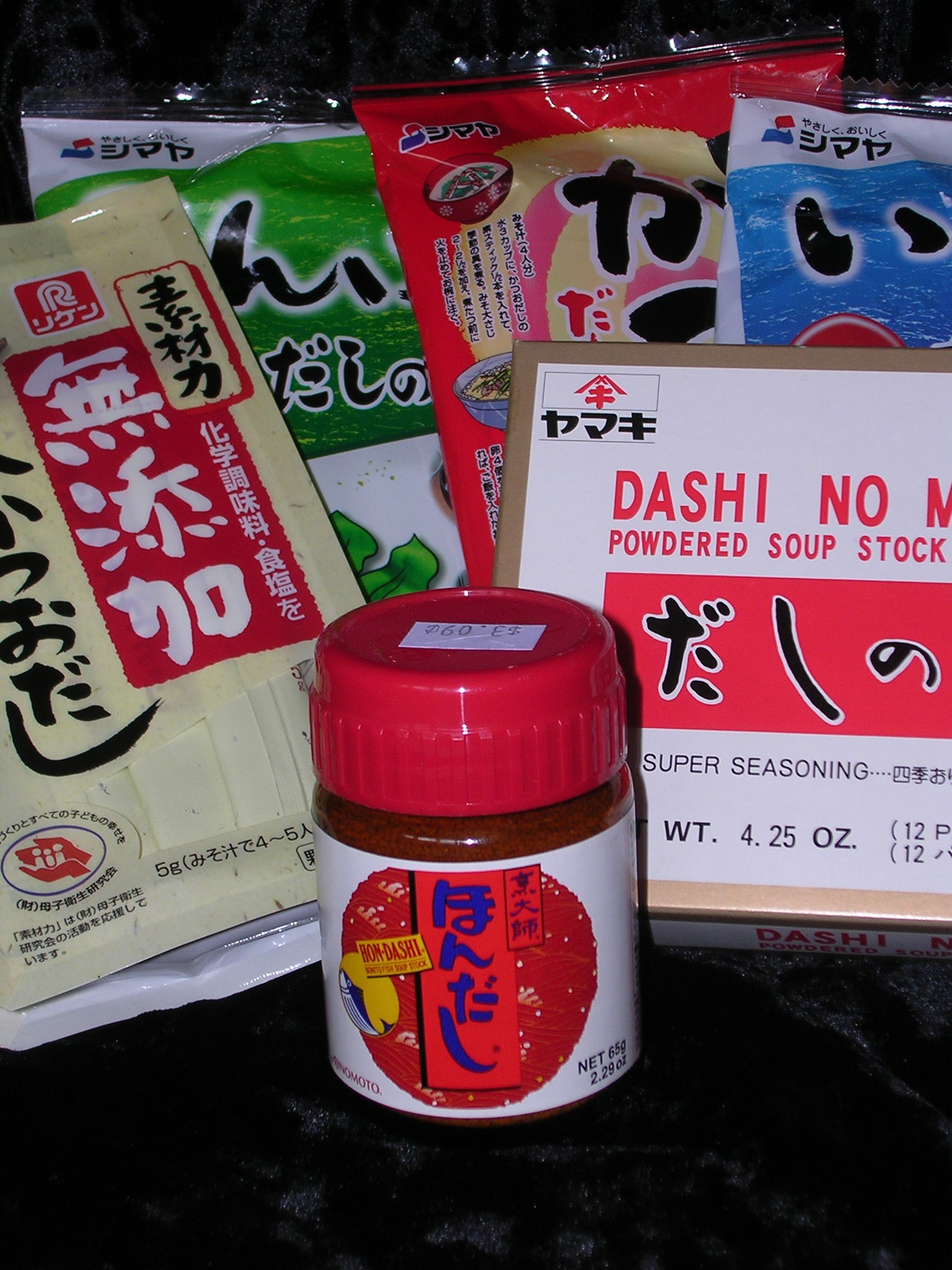
انواع گوناگونی از داشی حاضری به‌صورت پودر

داشی (به ژاپنی: 出汁, だし) جزو موادی است که در گروه سوپ‌ها و آشپزی طبقه‌بندی می‌شود و یکی از اجزاء اساسی تشکیل دهندهٔ آشپزی ژاپنی است. داشی چاشنی اصلی میسوسوپ (سوپ همراه رب سویا)، آبگوشت‌های کم محتوا، نودل، و بسیاری از غذاهای مایع آهسته جوش را تشکیل می‌دهد.

## انواع
رایج‌ترین نوع داشی از آب ماهی یا مواد حاصل از حرارت دادن مخلوط آب و کُمبو (نوعی جلبک دریایی خوراکی) و kezurikatsuo (تراش خوردهٔ کاتسوئوبوشی (katsuobushi – ماهی تن محفوظ و وَر آمده) درست می‌شود، به گونه‌ای که ابتدا نیم جوش شده و سپس محلول حاصل را صاف می‌کنند.
داشی تازه که از جلبک خشک شده و کاتسوئوبوشی درست می‌شود، امروزه حتی در ژاپن هم به ندرت استفاده می‌شود. بیشتر مردم امروزه از جایگزین‌های فوری مایع یا دانه ریز استفاده می‌کنند. بقیه نوع‌های داشی به وسیله جلبک خیس خورده، niboshi یا shiitake ای که در آب برای ساعت‌های طولانی مانده‌اند یا توسط حرارت دادن آنها در نقطهٔ نزدیک به جوش و سرانجام صاف کردن محلول حاصل به دست می‌آید.
- Kombu dashi از جلبک یا tangle دریایی در آب درست می‌شود.
- Niboshi dashi از مچاله کردن سر و احشاء و امعاء ساردین‌های کوچک خشک شده، به منظور جلوگیری از تلخی و خیساندن باقی‌مانده در آب به دست می‌آید.
- Shiitake dashi از خیساندن قارچ shiitake در آب درست می‌شود.

## تاریخچه
در سال ۱۹۰۸، طعم قوی و غیرمعمول kelp dashi، توسط Kikunae Ikeda به عنوان umami، «پنجمین طعم» شناخته شد و به واکنش ذوق پذیرایی کننده‌ها به glutamic acid نسبت داده شد.